# Hypolampsis
Hypolampsis là một chi bọ cánh cứng trong họ Chrysomelidae.
Chi này được miêu tả khoa học năm 1860 bởi Clark.

## Các loài
Các loài trong chi này gồm:
- Hypolampsis athletica Bechyne, 1997
- Hypolampsis carbonera Bechyne, 1997
- Hypolampsis piperiphaga Bechyne, 1997